# ليتشون
بلدية ليتشون (بالإسبانية: Lechón) هي بلدية تقع في مقاطعة سرقسطة التابعة لمنطقة أراغون شمال شرق إسبانيا.

## الديموغرافيا
بلغ عدد سكان بلدية ليتشون 48 نسمة عام 2011 (وفقاً للمعهد الوطني الإسباني للإحصاء).
| 58 | 53 | 56 | 58 | 54 | 54 | 48 |